# Diramatore Vigevano
Il diramatore Vigevano è un importante canale artificiale che scorre in Piemonte e in Lombardia, attraversando rispettivamente la provincia di Novara e la provincia di Pavia. La sua funzione principale è quella di irrigare un vasto comprensorio a sud del canale Cavour, oltre la città di Vigevano, da cui trae il nome.

## Storia
Il canale fu costruito nel 1868, per ovviare al problema della mancanza dei diramatori, che non furono realizzati contemporaneamente al canale Cavour. Per tale motivo il Cavour fu etichettato pianta senza rami.
Il progetto principale del diramatore Vigevano prevedeva la realizzazione di un canale che potesse servire l'asciutta pianura tra Terdoppio e Ticino.
Il canale non fu sempre identificato come diramatore Vigevano: l'iniziale denominazione era cavo Belletti, intitolazione dovuta all'omonimo ingegnere Giuseppe Belletti, principale fautore dell'irrigazione nei comuni di Cerano e Romentino.

## Percorso
Il diramatore  Vigevano trae origine dal canale Cavour in comune di Galliate. Subito dopo pochi chilometri di corso viene intersecato dall'Autostrada Torino-Milano ed entra in comune di Romentino. Successivamente scorre nei territori di Trecate e di Cerano, dove vi è lo scaricatore nella roggia Cerana. Entra in Lombardia, bagnando Cassolnovo, dove sovrappassa la roggia Moretta per poi scorrere in comune di Vigevano; a sud est di Gambolò confluisce nel subdiramatore Pavia, notevolmente ridotto di portata.

## Utilizzo
Oltre all'irrigazione delle risaie, il diramatore Vigevano è utilizzato per produrre energia idroelettrica. Sul suo corso sono presenti numerose centrali, molte delle quali negli ultimi anni sono state restaurate e potenziate dall'Est Sesia, che controlla anche le acque del canale.

## Pesca
Il diramatore Vigevano rientra nelle acque in concessione alla FIPSAS Novara/CAGeP/APD: per pescare occorre la relativa tessera associativa.
La fauna ittica del canale risulta composta da ciprinidi e da salmonidi. Questi ultimi vengono immessi dall'associazione che ne detiene i diritti di concessione.